# O Heraldo
O Heraldo é um jornal diário em língua inglesa publicado no estado indiano de Goa.

## História
O Heraldo foi fundado a 22 de janeiro de 1900 por Aleixo Clemente Messias Gomes e Luís de Menezes Bragança em Goa, no Estado da Índia, onde era publicado em língua portuguesa. Mas passou a ser publicado diariamente em língua inglesa no ano de 1983.